# MF Ariadne
MF Ariadne – morski prom pasażersko-samochodowy, wybudowany w 1995 przez stocznię Mitsubishi Heavy Industries Ltd. w Japonii dla Hellenic Seaways (Grecja, Pireus). W 2007 przeszedł kapitalny remont.

## Dane techniczne
- liczba pasażerów – 2045
- liczba pojazdów – 640
- długość – 195,95 m
- szerokość – 27 m
- zanurzenie – 6,70 m
- załoga – 120 członków
- liczba kabin – 145 (459 łóżka)
- liczba foteli – 1400
- port macierzysty – Pireus

## Operator i trasy
Operatorem promu był w 2010 Algérie Ferries. Jednostka pływa na Morzu Śródziemnym, w relacjach Alicante – Oran, Marsylia – Oran i Marsylia – Algier.